# Villa Fournier-Defaut
La villa Fournier-Default est une construction Art nouveau de Nancy, dont la destruction dans les années 1970 a lancé un mouvement de vaste protection de réalisations École de Nancy aux monuments historiques.

## Histoire
En 1901, un vaste projet immobilier, visant à la construction de 88 villas, est confié aux architectes Émile André et Henry Gutton, qui n'aboutira en réalité qu'à la construction de six maisons. La première est la villa Fournier-Defaut, du nom de l'entreprise Fournier et Defaut, entrepreneurs du parc de Saurupt, et réalisée par Henri Gutton et Joseph Hornecker.
Villa emblématique et "villa témoin" puisqu'elle se situe à l'entrée du parc de lotissement haut de gamme de Saurupt, la villa ne survivra pas au modernisme outrancier des années 1970 et sera détruite en 1975. Toutefois, l'élégante grille d'entrée du lotissement sera démontée et conservée par la ville ; elle sera finalement remontée dans les années 2000 lors de la création du square Jules-Dorget.
Il fallut le choc de deux destructions majeures (précédemment la villa Paul Luc (1905) avait été détruite en 1968) pour que plusieurs édifices Art nouveau de la ville soient protégés au titre des monuments historiques à la fin de la décennie 1970.

## Monuments inscrits à la suite de la destruction de la villa
- Maison Les Pins, 2 rue Albin-Haller (Nancy)[2]